# Sint-Godeharduskerk (Hildesheim)
De Sint-Godehardusbasiliek (Duits: Basilika St. Godehard) is een voormalige benedictijnse kloosterkerk aan de zuidelijke rand van het historische centrum van de Duitse stad Hildesheim. Het gebouw behoort tot de belangrijkste getuigenissen van romaanse architectuur in Duitsland. In 1963 werd de kerk de eretitel basilica minor verleend.

## Geschiedenis
Na de heiligverklaring van de Godehardus in 1133, zelf een benedictijn en een van de belangrijkste bisschoppen van Hildesheim, werd op initiatief van bisschop Bernardus nog in hetzelfde jaar begonnen met de bouw van een aan Godehardus gewijd klooster. De bouw werd voltooid in 1172.
Omdat Godehardus in de middeleeuwen een zeer vereerde heilige was, leidden zijn relieken tot een voortdurende pelgrimsstroom naar Hildesheim. De reformatie liet het Godehardusklooster verder onberoerd, ondanks het feit dat de parochiekerken in de stad de protestantse leer overnamen. Maar de secularisatie in 1803 trof het Godehardusklooster daarentegen zwaar. De bezittingen werden geconfisqueerd en in de vroegere kloostergebouwen werd een gevangenis ingericht. Vooralsnog mochten de katholieken het kerkgebouw blijven gebruiken, maar in 1812 draaide de Westfaalse regering dat besluit terug. Vanaf dat moment werd de kerk als magazijn gebruikt. In 1815 werd de inmiddels zwaar verwaarloosde kerk teruggegeven aan de katholieken van Hildesheim.
In de nadagen van de Tweede Wereldoorlog werd de stad Hildesheim zwaar getroffen door bombardementen. De zuidelijke rand van de historische stad ontsnapte echter aan de grootschalige vernietiging.
De Godeharduskerk werd bij luchtaanvallen op 13 en 22 februari 1945 en vervolgens op 22 maart 1945 weliswaar met name aan het noordelijk zijschip beschadigd, maar de schade viel relatief mee en kon nog hetzelfde jaar worden hersteld. De Godeharduskerk was het enige kerkgebouw in het centrum van Hildesheim dat van grote verwoestingen bleef verschoond.
Tot de herwijding van de dom van Hildesheim in 1960 had de Godeharduskerk de functie van bisschopskerk. Tijdens de restauratie van de dom (2010-14) was dit wederom het geval.
Paus Paulus VI verleende de kerk in 1963 de eretitel van basilica minor. Sinds 1971 bevindt zich in de voormalige kloostergebouwen de vakhogeschool Norddeutsche Hochschule für Rechtspflege.
Tegenwoordig leven en werken er weer benedictijnse monniken in de Sint-Godehardus.

## Architectuur
De kerk betreft een drieschepige basiliek met dwarsschip, kooromgang, een grote achthoekige vieringstoren en een westwerk met twee kleinere torens en een westelijke apsis (tegenwoordig doopkapel). De buitenmuren zijn voorzien van lisenen en blindnissen. Van de portalen is het noordwestelijke portaal het fraaist. Hier worden de bezoekers begroet door een timpaan met daarop een reliëf van Christus met aan weerszijden de heilige bisschoppen Godehardus en Epifanius.

## Interieur
Binnen wordt het vlakke middelschipdak door zes pijlers en twaalf zuilen gedragen. Na iedere pijler volgen twee zuilen, hetgeen typisch is voor Nedersaksen (alternerend stelsel). In de viering hangt een grote kroonluchter in de vorm van een wiel, een geschenk uit 1864 van koningin Marie van Hannover. De rijke beschildering van het koor werd door Michael Welter in 1861–1863 aangebracht. Uit dezelfde periode dateert het hoogaltaar. Laatgotisch zijn het koorgestoelte, de kruisigingsgroep in het zuidelijke transept en het beeld van Sint-Godehardus bij de noordoostelijke ingang. In het zuidelijke transept staat eveneens een laatbarok benedictijns altaar.

## Afbeeldingen

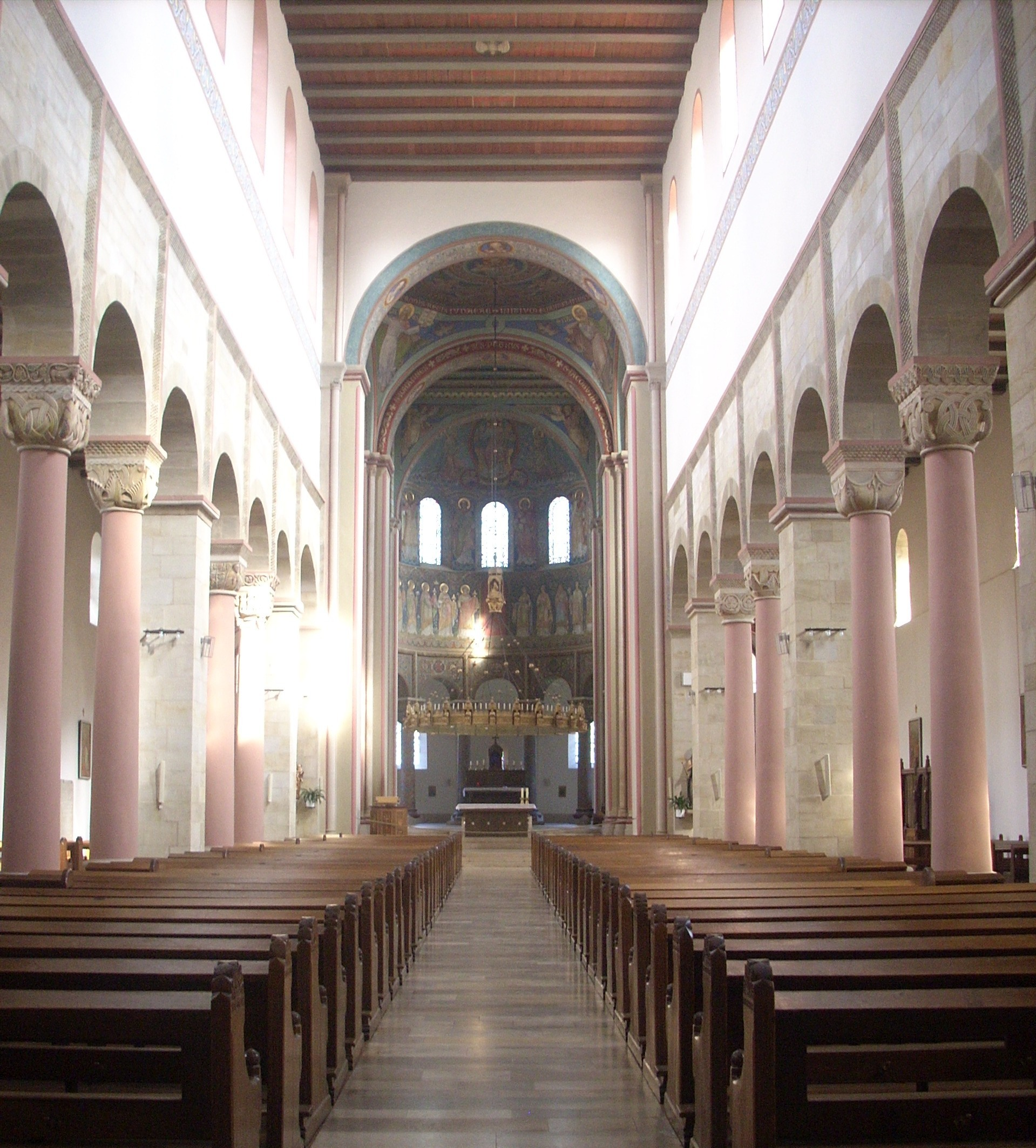
Interieur
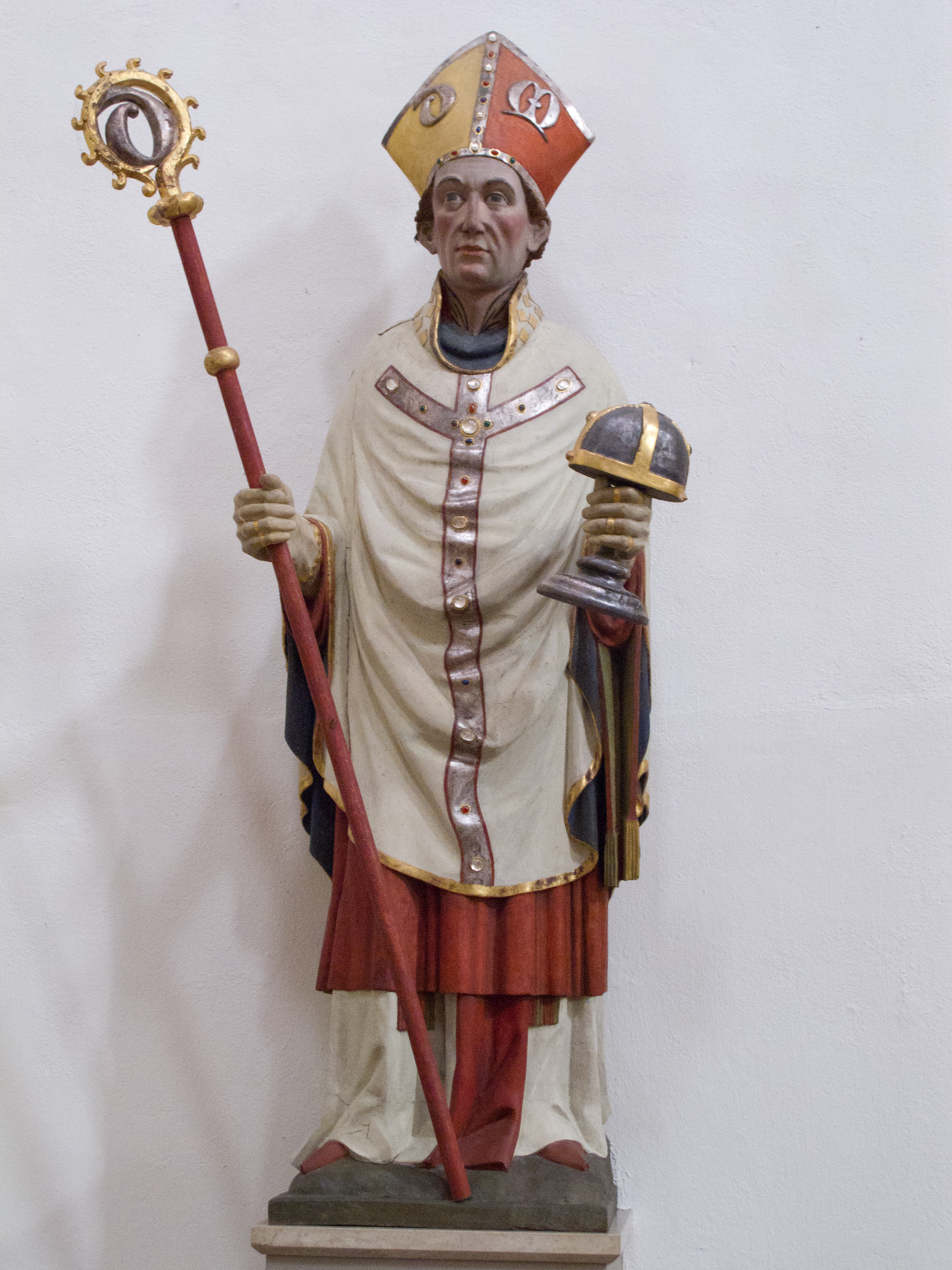
Beeld van Sint-Godehard
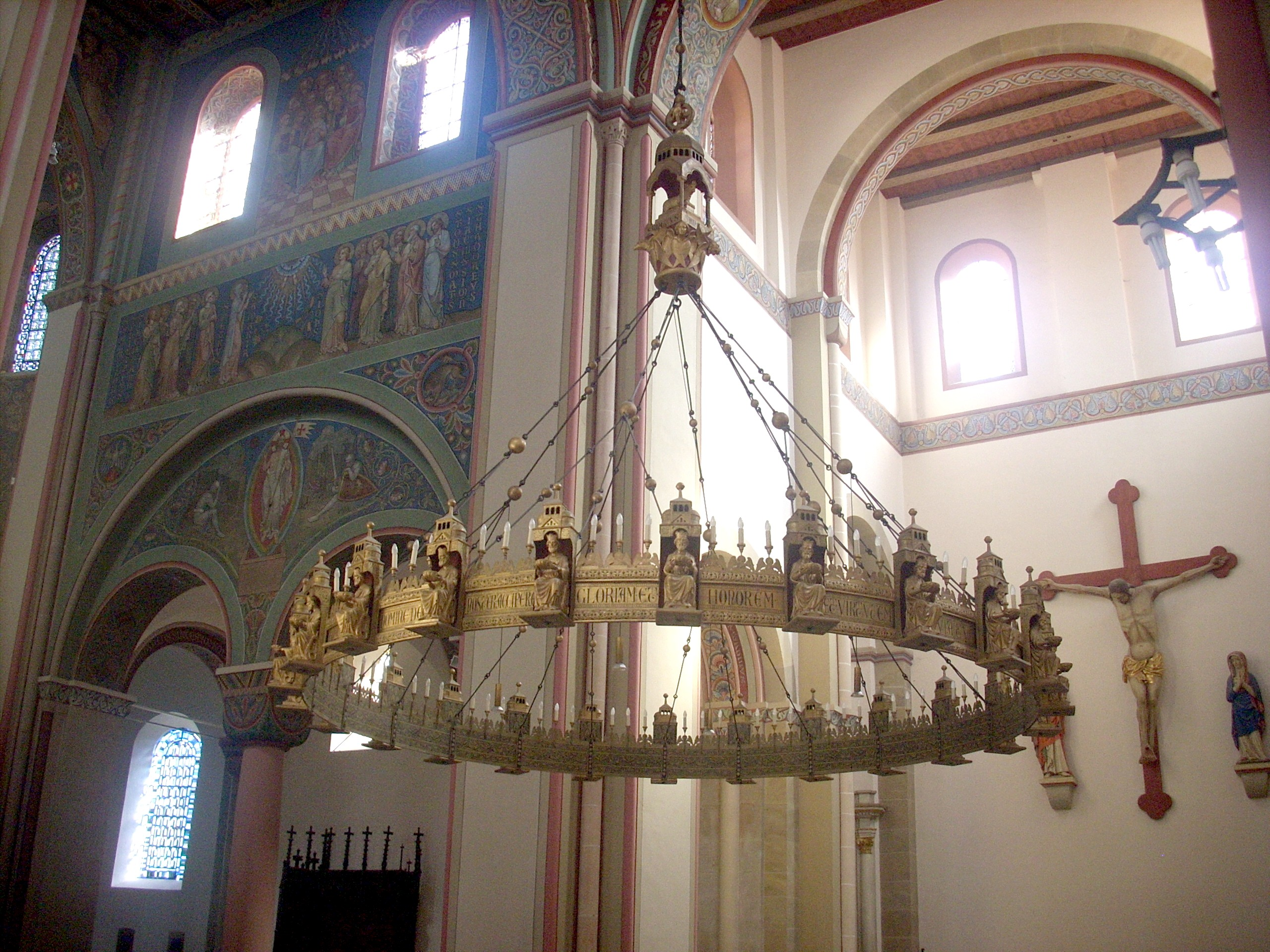
Kroonluchter
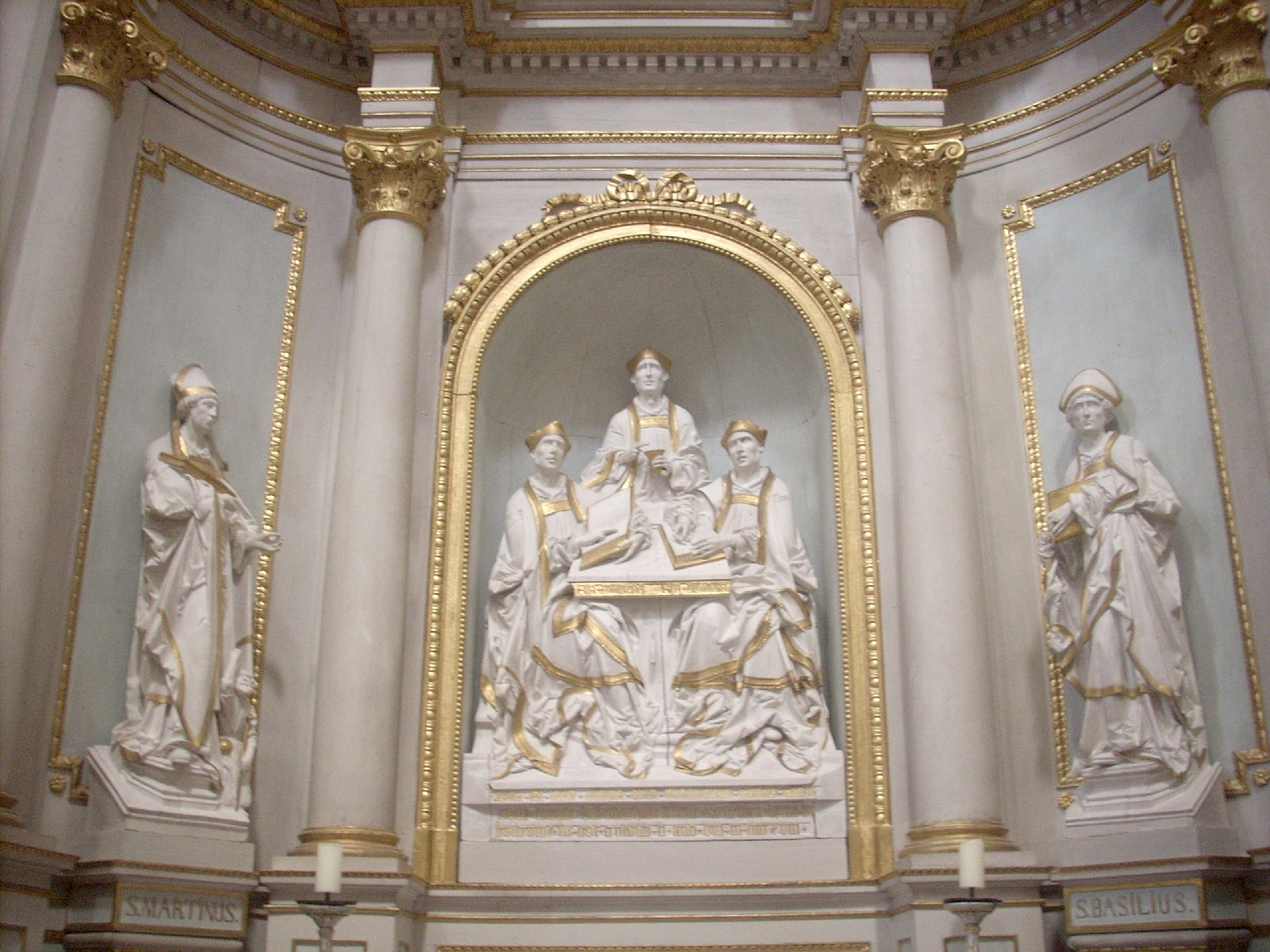
Benedictijns altaar
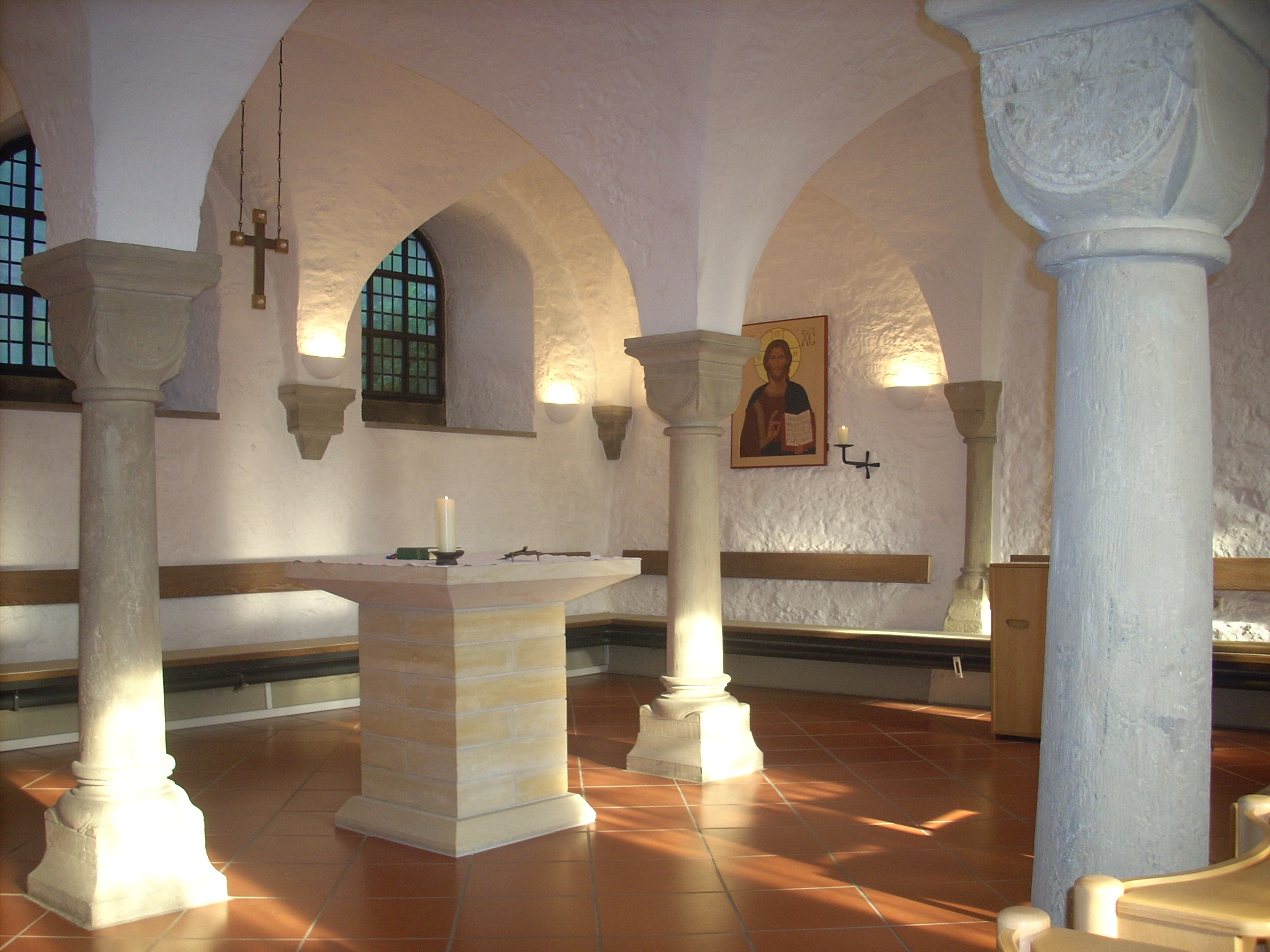
Kapittelzaal